# Schlauchschelle

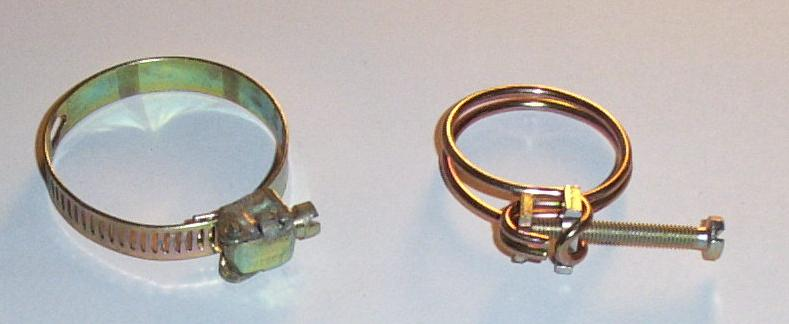
Schneckengewinde-Schelle (links) und Doppeldrahtklemme mit separater Spannschraube (rechts)

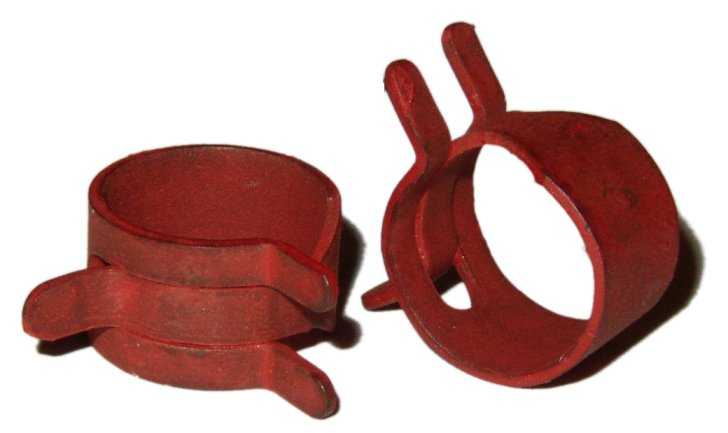
Zwei Feder-Schlauchschellen

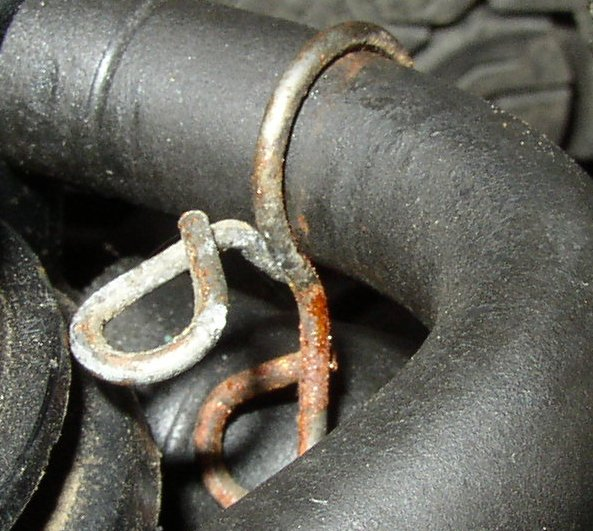
Eine einfache Feder-Schlauchschelle im Einsatz

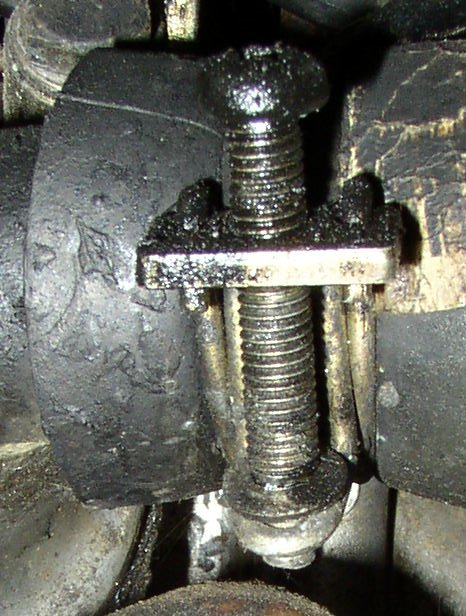
Doppeldrahtklemme

Schlauchschellen (auch Schlauchbinder, in der Schweiz meist Briden oder Schlauchbriden genannt) befestigen ein Schlauchende an einem festen Anschluss oder an einem Schlauchverbinder.

## Aufbau
Schlauchschellen bestehen aus einem ringförmigen Metallband, einem Draht oder Doppeldraht, seltener auch aus Plastik. Zum Festziehen besitzt die Schelle meist eine Stellschraube. Diese ist so angebracht, dass durch Drehen der Stellschraube der Innendurchmesser des Schlauchschelle verringert wird. Dadurch wird der darunter liegende Schlauch auf das Anschlussstück gepresst und dichtet mit diesem ab.
Schlauchschellen werden hauptsächlich im Sanitärbereich, im Automobilbau und im Maschinenbau eingesetzt. Sie werden in der Regel nach DIN 3017 gefertigt.
Als Erfinder der klassischen Schneckengewinde-Schelle (Markenname Jubilee) gilt Lumley Robinson, der Gründer von L Robinson and Company, im Jahr 1921.

## Arten von Schlauchschellen
- Schneckengewinde-Schellen haben ein Metallband. Dieses ist fortlaufend perforiert, wobei die Schraubenwindungen der Stellschraube jeweils in die einzelnen schräg-oval-länglichen Löcher der Perforation greifen. Alternativ sind fortlaufend Vertiefungen oder Erhebungen in das Band eingeprägt, deren leicht schräge Rillen als Gegengewinde für die Schraube dienen. Diese Ausführung ist erheblich belastbarer als die perforierte Ausführung. Schneckengewinde-Schellen werden zur Befestigung von glatten Schläuchen benutzt. Sie haben den Nachteil, dass das aus Einkerbungen bestehende Gewinde weniger belastbar ist, als z. B. ein normales Vollgewinde. Vorteil ist der meist große Verstellbereich und die günstige Herstellung.

- Doppeldrahtklemmen haben kein Metallband, sondern stattdessen zwei Drähte. Zum Spannen der Drähte wird hier eine Schraube mit Mutter benutzt, deren Ende meist in Drückrichtung wirkt. Doppeldrahtklemmen werden zur Befestigung von Spiralschläuchen benutzt.

- Schlauchband ist glattes Metallband, das von einem Verschluss zusammengehalten wird, der nach dem Spanngurtprinzip arbeitet, also durch Aufrollen über einen geschlitzten Kern und einer Ratsche als lösbare Rücklaufsperre.

- Gelenkbolzenschellen bestehen aus einem Metallband, das zwei in das Band eingefaltete Bolzen hat. Ein Bolzen hat ein quer zur Längsachse liegendes Gewinde, der andere ein Durchgangsloch. Die Schelle spannt, indem eine Schraube die beiden Bolzen zueinanderzieht. Diese Schellen haben den Vorteil, dass sie sehr oft wiederverwendet werden können, ohne dass sie funktionsbeeinträchtigend verschleißen. Das Metallband ist für den Durchgang der Schrauben im Bereich der Bandumschläge mittig geschlitzt, die Bandenden sind durch Schweisspunkte fixiert.

- Feder-Schlauchschellen, auch als Federbandschellen oder Federbandklemmen bezeichnet, sind als Feder konstruiert. Sie werden zur Montage mittels einer Federbandschellenzange durch Zusammendrücken der Laschen geweitet und schließen sich beim Lösen der Zange aufgrund ihrer Federkraft selbsttätig um den Schlauch. Feder-Schlauchschellen können als Metallband, Einfach-Draht oder Doppeldraht ausgeführt sein. Die erzielbare Spannkraft hängt davon ab, wie die Abmessungen der Feder-Schlauchschelle (Drahtstärke bzw. Breite und Dicke des Federstahlbandes, Durchmesser) auf den Anwendungsfall abgestimmt sind. Die erzielbare Spannkraft begrenzt die Anwendung auf Schlauchverbindungen bis zu einem maximalen Überdruck von ca. 10 bar, je nach Ausführung. Feder-Schlauchschellen haben den übrigen Bauarten gegenüber den Vorteil, dass die Spannkraft auch bei dynamischer Beanspruchung (Druckpulsation, Vibration, Temperaturwechsel usw.) erhalten bleibt, weshalb diese Bauart z. B. in der Fahrzeugherstellung verbreitet ist.

- Nylon-Schlauchschellen besitzen an beiden Enden sägezahnförmige Widerhaken, die beim Zusammendrücken fest einrasten.

- Seltener werden auch Kabelbinder als Schlauchschelle benutzt und entsprechend als Schlauchbinder bezeichnet.

- Mehrfachschlauchschellen dienen zum Ordnen beweglicher Abschnitte von Schlauchleitungen, um Scheuern und Verwirren zu vermeiden, etwa Hin- und Rückleitungen von Hydraulikzylindern an Baggergelenken, Zuleitungen für Brenngas und Oxidationsgas zu Gasgebläsebrennern zum Löten und Autogenschweissbrennern. Auch zum Ordnen von Stromversorgung und Steuerleitungen an Knicklenkern und Portalkränen.

- Schlauchklemmen sind etwas anderes.